# Black Caviar
Black Caviar (ur. 18 sierpnia 2006) – australijski koń pełnej krwi angielskiej, rekordzistka pod względem liczby zwycięstw w wyścigach: do czerwca 2012 Black Caviar wygrała 25 wyścigów z rzędu. Uważana jest za jednego z najlepszych koni wyścigowych na świecie. W dniu 17 kwietnia 2013 ogłoszono, że została oficjalnie wysłana na emeryturę.
Jej ojcem jest Bel Esprit a matką Helsinge.
Duże wygrane:
- 2010, 2011 Patinack Farm Classic
- 2011, 2012, 2013 Lightning Stakes
- 2011 Newmarket Handicap
- 2011, 2013 William Reid Stakes
- 2011, 2013 TJ Smith Stakes
- 2011 BTC Cup
- 2012 CF Orr Stakes
- 2012 Robert Sangster Stakes
- 2012 Goodwood Handicap
- 2012 Diamond Jubilee Stakes (Anglia)